# Grua de cinema
A grua de cinema consiste de um sistema de guindaste onde a câmera é instalada em uma extremidade e na outra extremidade é inserido pesos que servem para equilibrar a câmera, criando-se um sistema de gangorra. Todo o controle é feito através de botões de comando instalados numa espécie de mesa e também de um monitor de vídeo. Todo os controles da câmera,são colocados na mesa de controle, através de sistema remoto (Lanc).
O sistema de controle só existe no modelo com giro estabilização, no sistema onde o operador vai junto, não é necessário. Além disso existe na extremidade onde a câmera é acoplada, um sistema de controle de movimento azimutal e elevatório (esquerda, direita, acima, abaixo) sistema esse conhecido por controle de Tilt e Pan (giroscópio). Existem modelos mais simples onde há um sistema de compensação de elevação dotado de barras cilíndricas e pesos. Quando se eleva a câmera, o sistema compensa a subida de forma a sempre manter a câmera num nível reto. Antigamente se usava (e até hoje ainda se usa) a grua com operador junto no sistema de gangorra, sistema esse usado na grua onde não há controle de tilt e pan robótico.